# El gordo (programa de televisión)
El gordo fue un concurso de televisión, emitido por Antena 3 entre 1990 y 1992. Contó con dos etapas: Entre el 23 de septiembre de 1990 y el 15 de septiembre de 1991 fue presentado por el actor José Coronado. Entre el 22 de septiembre de 1991 y el 12 de julio de 1992 la presentación corrió a cargo de Irma Soriano, colaborando los humoristas Luis Sánchez Polack, Los Morancos y Eloy Arenas.

## Mecánica
La novedad del concurso consistía en la posibilidad de participar que tenían no solo los concursantes que acudían al plató sino también los telespectadores desde sus propias casas.

## Premios y nominaciones
Irma Soriano consiguió el Premio Antena de Oro de 1992, por su labor al frente del programa. Un año antes fue nominada como mejor presentadora al TP de Oro.